# Seznam dílů seriálu Zornův syn
Toto je seznam dílů seriálu Zornův syn.

## Přehled řad
| Řada | Díly | Premiéra v USA | Premiéra v USA | Premiéra v ČR   | Premiéra v ČR     |
| Řada | Díly | První díl      | Poslední díl   | První díl       | Poslední díl      |
| ---- | ---- | -------------- | -------------- | --------------- | ----------------- |
| 1    | 13   | 11. září 2016  | 19. února 2017 | 28. června 2018 | 14. července 2018 |

## Seznam dílů
| Č. v seriálu | Původní název                 | Český název          | Režie          | Scénář                       | Premiéra v USA     | Premiéra v ČR     |
| ------------ | ----------------------------- | -------------------- | -------------- | ---------------------------- | ------------------ | ----------------- |
| 1            | Return to Orange County       | Poslední šance       | Eric Appel     | Reed Agnew a Eli Jorné       | 11. září 2016      | 28. června 2018   |
| 2            | Defender of Teen Love         | První obchod         | Eric Appel     | Eli Jorné                    | 25. září 2016      | 29. června 2018   |
| 3            | The War of the Workplace      | Bojiště Země         | Eric Appel     | Monica Padrick               | 2. října 2016      | 30. června 2018   |
| 4            | The Weekend Warrior           | Společný víkend      | Payman Benz    | Elijah Aron a Jordan Young   | 16. října 2016     | 3. července 2018  |
| 5            | A Taste of Zephyria           | Chuť Zephyrie        | Bill Benz      | Dan Mintz                    | 23. října 2016     | 4. července 2018  |
| 6            | A Tale of Two Zorns           | Příběh dvou Zornů    | Eric Appel     | Greg Gallant                 | 6. listopadu 2016  | 5. července 2018  |
| 7            | The Battle of Thanksgiving    | Bitva na Díkůvzdání  | Payman Benz    | Jon Kern                     | 13. listopadu 2016 | 6. července 2018  |
| 8            | Return of the Drinking Buddy  | Staré časy           | Eric Appel     | Reed Agnew                   | 4. prosince 2016   | 7. července 2018  |
| 9            | The War on Grafelnik          | Válka o Grafelník    | Eric Appel     | Kevin Etten                  | 11. prosince 2016  | 10. července 2018 |
| 10           | Radioactive Ex-Girlfriend     | Radioaktivní bývalka | Bill Benz      | Amelie Gillette              | 8. ledna 2017      | 11. července 2018 |
| 11           | The Battle of Self-Acceptance | Jak být sám sebou    | Bill Benz      | Elijah Aron a Jordan Young   | 22. ledna 2017     | 12. července 2018 |
| 12           | The Quest for Craig           | Výprava za Craigem   | Jared Hess     | Mark Stegemann a Matt Roller | 12. února 2017     | 13. července 2018 |
| 13           | All Hail Son of Zorn          | Sláva synu Zornovu   | Claire Scanlon | Reed Agnew                   | 19. února 2017     | 14. července 2018 |